# Autorité de régulation de la communication audiovisuelle et numérique
L'Autorité de régulation de la communication audiovisuelle et numérique, abrégée sous l'acronyme Arcom, est une autorité publique indépendante française. Elle est chargée de garantir la liberté de communication et le respect des obligations légales et réglementaires dans les secteurs audiovisuel et numérique.
Siégeant à Paris, elle résulte de la fusion le 1er janvier 2022 du Conseil supérieur de l'audiovisuel (CSA) et de la Haute Autorité pour la diffusion des œuvres et la protection des droits sur internet (Hadopi).
L'Arcom offre aux radios et aux télévisions des ondes de diffusion, en échange du respect d'un cahier des charges.
Elle est chargée de garantir le respect de la dignité humaine, le respect de la déontologie journalistique, d'encourager la création de qualité, d'encadrer l'exploitation commerciale des enfants, et de lutter contre le piratage illégal.
De plus, afin de défendre le pluralisme démocratique, elle s'assure de l'équité du temps de parole des personnalités politiques tant en période électorale que hors des périodes électorales.
Le collège de l'Arcom est constitué de neuf membres. Le président de l'autorité est nommé par le Président de la République, trois sont désignés respectivement par les présidents de l'Assemblée nationale et du Sénat, et un respectivement par le vice-président du Conseil d'État et par le premier président de la Cour de Cassation, pour un mandat unique de six ans.

## Historique

### Création en 2019
Le ministre de la Culture Franck Riester dévoile son nom le 24 septembre 2019,. Un temps évoquée, la fusion avec l'Autorité de régulation des communications électroniques, des postes et de la distribution de la presse (Arcep) n'est finalement pas retenue.
L'Autorité de régulation de la communication audiovisuelle et numérique est créée par la loi no 2021-1382 du 25 octobre 2021, relative à la régulation et à la protection de l'accès aux œuvres culturelles à l'ère numérique (dite « RPAOCEN »).
Le 1er juillet 2024, Alban de Nervaux succède à Guillaume Blanchot au poste de directeur général de l’Arcom.

## Compétences
Ce nouveau régulateur, né de la fusion du Conseil supérieur de l'audiovisuel (CSA) et de la Haute Autorité pour la diffusion des œuvres et la protection des droits sur internet (Hadopi), est chargé à la fois des communications audiovisuelles et des communications numériques.
Parmi ses missions, l'on retrouve la lutte contre le piratage et les sites miroirs illicites. S'y ajoutent des mesures législatives : elles confèrent à la nouvelle autorité des compétences nouvelles dans la lutte contre la retransmission illicite des manifestations et compétitions sportives.
Des mesures de protection des mineurs permettent le classement du contenu des œuvres et leur signalisation obligatoire par les diffuseurs si elles sont restreintes. En outre, de nouvelles prérogatives de protection du public sont prévues par la loi contre la manipulation de l'information, par la loi visant à lutter contre les contenus haineux sur internet, par la loi confortant le respect des principes de la République et la loi contre les violences faites aux femmes.
De nouvelles mesures visent également à garantir l'accès par le public français aux œuvres et productions françaises dont les droits de diffusion ont été acquis par des entreprises étrangères.
Le décret du 22 juin 2021 transpose dans le droit français la directive européenne sur les « services de médias audiovisuels » (SMAD).
En application, le Conseil supérieur de l’audiovisuel a déjà procédé au conventionnement des principaux SMAD et à la notification de leurs obligations. Cela concerne les SMAD  autorisés à proposer en France leurs offres de diffusion audiovisuelle et du cinéma, mais établis dans d'autres États membres de l’Union européenne. Cela concerne donc Netflix, Disney+, Prime Video pour son service par abonnement et Apple TV/iTunes Store, mais bientôt également Google/Youtube, Rakuten TV et d'autres diffuseurs pour leur service par abonnement ou de diffusion payante à la demande.
La loi, en effet, s'applique aussi bien au domaine du cinéma et des productions pour la radio et la télévision que dans les autres arts graphiques, les œuvres musicales ou sonores, les autres arts du spectacle et les manifestations culturelles, y compris la création littéraire utilisée dans les productions diffusées, ainsi que les manifestations et compétitions sportives).
Faisant suite au CSA, l'Arcom régulera désormais ces nouveaux services, pour les intégrer au système français de financement de la création française et européenne. Auparavant, n'étaient tenus d'y contribuer que les éditeurs nationaux.
La loi SREN, promulguée le 21 mai 2024, donne à l'Arcom de nouvelles compétences en matièrre de surveillance de la mise en œuvre des sanctions européennes par les opérateurs de satellites établis en France (en pratique Eutelsat) et par les opérateurs de l'Internet. En application de ces nouvelles compétences, le 19 mars 2025, l'Arcom met en demeure Eutelsat de cesser la diffision de deux chaînes russes, STS et Kanal 5, éditées par le National Media Group, sanctionné par l'Union européenne le 15 décembre 2022.

### Application du Règlement sur les services numériques (DSA)
Le Règlement sur les services numériques (RSN), en anglais Digital Services Act (DSA), entre pleinement en application dans l'Union européenne le 17 février 2024. Il est destiné à protéger les droits fondamentaux des utilisateurs et créer un espace numérique plus sûr en Europe en luttant contre la désinformation, la haine en ligne, la vente de produits illégaux, etc.
Le RSN fixe des règles imposant aux plateformes en ligne la mise en place d'outils pour lutter contre la prolifération de contenus illicites.

#### Coordinateur pour les services numériques
Dans le cadre de l'application du DSA, L’Arcom est nommé « Coordinateur pour les services numériques » (CSN/DSC en anglais) pour la France et devient l’un des vingt-sept membres du Comité européen des services numériques, l'European Board for Digital Services (EBDS), présidé par la Commission européenne.

#### Désignation des signaleurs de confiance
La législation sur les services numériques prévoit des signaleurs de confiance, chargés de détecter les contenus potentiellement illicites et d’alerter les plateformes en ligne. Ces entités sont désignées par les coordinateurs nationaux pour les services numériques.
Le 27 juin 2024, l’Arcom signe une convention avec la DGCCRF et la CNIL et ouvre un guichet de candidatures pour les organisations souhaitant devenir signaleur de confiance.
Les signaleurs de confiance doivent justifier d'une expertise en matière de détection et de signalement de contenus illicites et d'un fonctionnement indépendant à l’égard des plateformes. Ils sont tenus de publier chaque année un rapport annuel sur le nombre de contenus identifiés et signalés, et l’Arcom peut mener une enquête sur leurs activités, notamment à la suite du signalement d’une plateforme.
Ce statut, prévu par le règlement européen sur les services numériques, donne un accès privilégié aux plateformes couvertes par le RSN pour leur signaler des contenus illicites. Les plateformes ont alors l’obligation de prioriser ces signalements et doivent décider dans des délais brefs du retrait ou du maintien du contenu signalé.
Elles sont tenues de communiquer les décisions prises et les possibilités de recours.
Le 7 novembre 2024, l’Arcom désigne l'association de protection des mineurs e-Enfance comme premier « signaleur de confiance » en France. L’Arcom peut accorder à d’autres associations le statut de « signaleur de confiance » mais le DSA déconseille de procéder à un trop grand nombre de nominations.
En 2025, l'Arcom désigne progressivement six autres organisations comme « signaleurs de confiance » dans le cadre du DSA : en mars, l'Association de lutte contre la piraterie audiovisuelle (ALPA), le Fonds international pour la protection des animaux (IFAW), l'Association pour l'information et la défense des consommateurs salariés (INDECOSA-CGT) et l'association Point de Contact,; en avril, Addictions France; et en mai, le Conseil représentatif des institutions juives de France (CRIF),,.

## Composition
Le collège de l'Arcom comprend neuf membres : trois désignés par le président du Sénat, trois par le président de l'Assemblée nationale, deux respectivement par le Conseil d'État et la Cour de cassation. Son président est nommé par le président de la République.
À sa fondation, le 1er janvier 2022, ce collège est composé des sept membres du collège (dont le président) de l'ancien Conseil supérieur de l'audiovisuel (CSA). Leurs mandats ne sont pas interrompus du fait de l'entrée en vigueur de la loi dite « RPAOCEN » (dans son article 35), et des deux membres (dont le président) de l'ancienne Haute Autorité pour la diffusion des œuvres et la protection des droits sur internet (Hadopi).
Les membres actuels, dans l'ordre de leur nomination, sont :
1. Juliette Théry, ancienne conseillère du collège du CSA (désignée par le président du Sénat, avec un mandat de 6 ans depuis février 2021), devenant, le 1er janvier 2022, conseillère membre du collège de l'Arcom ;
2. Benoît Loutrel, ancien conseiller membre du collège du CSA (désigné par le président de l’Assemblée nationale, avec un mandat de 6 ans depuis février 2021), devenant, le 1er janvier 2022, conseiller membre du collège de l'Arcom ;
3. Laurence Pécaut-Rivolier, conseillère à la Cour de cassation, désignée par la première présidente de la Cour de cassation, nommée par le décret du 17 décembre 2021, devenant le 1er janvier 2022 conseillère membre du collège de l'Arcom ;
4. Denis Rapone, conseiller d'État, ancien président de la Hadopi (désigné par le vice-président du Conseil d'État), nommé par le décret du 17 décembre 2021, devenant le 1er janvier 2022 conseiller membre du collège de l'Arcom.
5. Antoine Boilley, cadre de France Télévisions (désigné par le président du Sénat, avec un mandat de 6 ans depuis février 2023) ;
6. Bénédicte Lesage, dirigeante d'une société de production (désignée par la présidente de l’Assemblée nationale, avec un mandat de 6 ans, depuis février 2023).
7. Martin Ajdari (désigné par le président de la République, avec un mandat de 6 ans depuis février 2025) ;
8. Romain Laleix (désigné par la présidente de l’Assemblée nationale, avec un mandat de 6 ans depuis février 2025) ;
9. Catherine Jentile , journaliste à TF1, (désignée par le président du Sénat, avec un mandat de 6 ans depuis février 2025).

| Nom                                                                           | Début du mandat | Fin du mandat | Désigné par                                                 | Statut    | Décret | Démission, décès, remplaçant  |
| ----------------------------------------------------------------------------- | --------------- | ------------- | ----------------------------------------------------------- | --------- | ------ | ----------------------------- |
| Juliette Théry                                                                | 2022            | 2027          | Gérard Larcher (président du Sénat)                         | membre    | [ 28 ] |                               |
| Benoît Loutrel                                                                | 2022            | 2027          | Richard Ferrand (président de l'Assemblée nationale)        | membre    | [ 28 ] |                               |
| Laurence Pécaut-Rivolier                                                      | 2022            | 2028          | Chantal Arens (première présidente de la Cour de cassation) | membre    | [ 29 ] |                               |
| Denis Rapone                                                                  | 2022            | 2028          | Bruno Lasserre (vice-président du Conseil d'État)           | membre    | [ 29 ] |                               |
| Antoine Boilley                                                               | 2023            | 2029          | Gérard Larcher (président du Sénat)                         | membre    | [ 30 ] | remplace Carole Bienaimé      |
| Bénédicte Lesage                                                              | 2023            | 2029          | Yaël Braun-Pivet (présidente de l'Assemblée nationale)      | membre    | [ 30 ] | remplace Jean-François Mary   |
| Martin Ajdari                                                                 | 2025            | 2031          | Emmanuel Macron (président de la République)                | président | [ 31 ] | remplace Roch-Olivier Maistre |
| Catherine Jentile                                                             | 2025            | 2031          | Gérard Larcher (président du Sénat)                         | membre    | [ 32 ] | remplace Hervé Godechot       |
| Romain Laleix                                                                 | 2025            | 2031          | Yaël Braun-Pivet (présidente de l'Assemblée nationale)      | membre    | [ 33 ] | remplace Anne Grand d’Esnon   |
| - La ligne en rouge clair met en évidence le président du collège de l'Arcom. |                 |               |                                                             |           |        |                               |

Par ailleurs, la structure de fonctionnement du CSA est maintenue au sein de la nouvelle autorité, dont la commission traitant des questions juridiques françaises (y compris celles relatives à la protection du droit d'auteur et des droits voisins), ainsi que les secrétariats généraux, les différentes directions, ainsi que les divers groupes de travail thématiques (dont ceux relatifs à la classification des contenus et la protection des mineurs, au droit international et européen, au financement de la création française et européenne, aux relations avec le grand public, les assemblées parlementaires, le gouvernement et ses ministères et secrétariats d'État, les autorités judiciaires, les autres autorités publiques françaises de médiation ou de régulation comme l'Arcep, l'ANFR, la CNIL, l'Autorité de la concurrence, la HATVP et la CNCCFP, les conseils scientifiques et culturels, les organismes de normalisation, ainsi que les autres autorités professionnelles et de déontologie comme l'ARPP, ceux relatifs au respect de la pluralité et la neutralité des médias notamment par le contrôle a posteriori de l'expression politique ou syndicale, y compris lors des campagnes électorales officielles, et ceux relatifs à la lutte contre la désinformation, la manipulation de l'information et les propos haineux en ligne).
Ces structures pourront évoluer avec l'intégration des missions de l'ancienne Hadopi et la rationalisation des services, d'origine interne par le collège lui-même ou à la suite de nouvelles décisions réglementaires ou législatives.
Au sein de l'ARCOM, 16 comités techniques, héritiers des comités territoriaux du CSA, sont chargés des relations avec les médias et diffuseurs régionaux ou des outre-mer et les collectivités locales.
De nombreux avis motivés, études et bulletins d'information sont publiés régulièrement par le collège, ou par ses commissions, comités et groupes de travail.
Les rapports officiels d'activité, ainsi que les décisions et éventuelles sanctions prises formellement par le collège de l'autorité, peuvent faire l'objet de recours devant les tribunaux administratifs ou du commerce, territorialement compétents, ainsi que devant la Cour des comptes, puis devant le Conseil d'État ou la Cour de cassation et, le cas échéant, devant la Cour de justice européenne et la Cour des comptes européenne.

### Anciens membres
1. Carole Bienaimé-Besse, ancienne conseillère du collège du CSA (désignée par le président du Sénat, avec un mandat de 6 ans depuis janvier 2017), devenant le 1er janvier 2022 conseillère membre du collège de l'Arcom ;
2. Jean-François Mary, ancien président de la Commission de classification des œuvres cinématographiques, ancien conseiller du CSA (désigné par le président de l’Assemblée nationale, avec un mandat de 6 ans depuis janvier 2017), devenant le 1er janvier 2022 conseiller membre du collège de l'Arcom ;
3. Roch-Olivier Maistre, ancien président du collège du CSA (désigné par le président de la République, avec un mandat de 6 ans depuis février 2019), devenant le 1er janvier 2022 président du collège de l'Arcom ;
4. Hervé Godechot, ancien conseiller du collège du CSA (désigné par le président du Sénat, avec un mandat de 6 ans depuis février 2019), devenant le 1er janvier 2022 conseiller membre du collège de l'Arcom ;
5. Anne Grand d’Esnon, ancienne conseillère membre du collège du CSA (désignée par le président de l’Assemblée nationale, pour reprendre depuis juin 2021 le mandat initial de 6 ans de Michèle Léridon, nommée en février 2019 mais décédée), devenant le 1er janvier 2022 conseillère membre du collège de l'Arcom .

| Nom                  | Début du mandat | Fin du mandat | Désigné par                                           | Statut           | Décret | Démission, décès, remplaçant                        |
| -------------------- | --------------- | ------------- | ----------------------------------------------------- | ---------------- | ------ | --------------------------------------------------- |
| Carole Bienaimé      | 2017            | 2023          | Gérard Larcher (président du Sénat)                   | ancien membre    | [ 34 ] |                                                     |
| Jean-François Mary   | 2017            | 2023          | Claude Bartolone (président de l'Assemblée nationale) | ancien membre    | [ 35 ] |                                                     |
| Roch-Olivier Maistre | 2019            | 2025          | Emmanuel Macron (président de la République)          | ancien président | [ 36 ] |                                                     |
| Hervé Godechot       | 2019            | 2025          | Gérard Larcher (président du Sénat)                   | ancien membre    | [ 37 ] |                                                     |
| Anne Grand d’Esnon   | 2021            | 2025          | Richard Ferrand (président de l'Assemblée nationale)  | ancien membre    | [ 38 ] | Remplace Michèle Léridon décédée en cours de mandat |

## Décisions rendues
Le 10 mai 2022, l’Autorité de régulation de la communication audiovisuelle et numérique (Arcom) met la chaîne CNews par deux fois en demeure pour manquement à l’obligation d’honnêteté et de rigueur de l’information : la première fois, pour une séquence du 1er février, dans laquelle l'éditorialiste du Figaro Ivan Rioufol déclare que le ghetto de Varsovie « était un lieu hygiéniste, un lieu qui était fait pour préserver du typhus », alors que, selon le consensus scientifique, cette raison hygiéniste était un prétexte ; la seconde fois, pour une séquence du 21 novembre 2021, dans laquelle Thomas Lequertier nie la réalité de la cinquième vague de la Covid-19, contrairement aux informations transmises par l’Organisation mondiale de la santé.
Le 24 janvier 2024, l'Arcom sanctionne CNews d'une amende de 50 000 euros pour « manquement à l’honnêteté de l’information » à la suite d'émissions diffusées le 26 septembre 2022 abordant le sujet de l'insécurité,.
Le 14 février 2024, l'Arcom rappelle à l'ordre la chaîne France 5, après un éditorial intitulé « Crépol : la mécanique de la haine et du mensonge », de Patrick Cohen dans l’émission C à Vous diffusée le 27 novembre  2023 sur France 5. Patrick Cohen est accusé de reprendre, sans distance ni nuance, la version des assaillants, alors que le récit de la soirée n’est encore éclairci par les enquêteurs. L'Arcom considére que « certains propos, dénués de précautions oratoires et énoncés sur un mode déclaratif, ne satisfont pas aux exigences de mesure, de rigueur et d’honnêteté fixées au cahier des charges de la société France Télévisions. »,
En septembre 2022, se basant sur un rapport du Comité Diderot, Reporters sans frontières (RSF) saisit l'Arcom au sujet de trois chaînes de propagande russe, NTV, Pervyi Kanal et Rossiya 1. L'Arcom se déclare incompétente, dans la mesure où ces chaînes sont diffusées vers la Russie par les plates-formes NTV Plus et Trikolor. RSF saisit le Conseil d'Etat. RSF et le Comité Diderot apportent la preuve que les deux bouquets sont distribués depuis 2014 en Crimée, territoire illégalement annexé de l'Ukraine et que donc la Convention européenne sur la télévision transfrontière s'applique. Le Conseil d'Etat donne raison à RSF et affirme que l'Arcom est compétente. À la suite de cette décision, le 14 décembre 2022, l'Arcom met Eutelsat en demeure de suspendre la diffusion des trois chaînes.
À la suite d'une saisine par Reporters sans frontières, les règles de respect du pluralisme des idées et de l'indépendance de l'information que l'Arcom est chargée de faire appliquer ont été précisées et modifiées, par une décision rendue par le Conseil d'État en février 2024.
L'institution estime que « pour apprécier le respect par une chaîne de télévision, quelle qu’elle soit, du pluralisme de l’information, l’Arcom doit prendre en compte la diversité des courants de pensée et d’opinions représentés par l’ensemble des participants aux programmes diffusés, y compris les chroniqueurs, animateurs et invités, et pas uniquement le temps d’intervention des personnalités politiques », contrairement à ce qui était le cas auparavant.
Le Conseil d'État estime également que « l’Arcom doit s’assurer de l’indépendance de l’information au sein de la chaîne en tenant compte de l’ensemble de ses conditions de fonctionnement et des caractéristiques de sa programmation, et pas seulement à partir de la séquence d’un extrait d’un programme particulier », comme l'Arcom le faisait auparavant. Cette décision vient en réponse à une saisine du Conseil d'État par l'organisation non gouvernementale Reporters sans frontières, qui estime que la chaîne CNews ne respecte pas les exigences légales, en termes d’honnêteté, de pluralisme et d’indépendance de l’information. Reporters sans frontières avait demandé en vain à l'Arcom de mettre en demeure la chaîne de s'y conformer. Dans la même décision, le Conseil d'État enjoignait à l'Arcom de réexaminer le bon respect de la loi par CNews sous six mois.
Le 23 mai 2024, l'Arcom sanctionne CNews d'une amende de 50 000 euros, à la suite des propos de Geoffroy Lejeune qui affirme, le 28 septembre 2023, dans L'Heure des Pros 2, que l’antisémitisme et la surpopulation carcérale sont des conséquences de « l’immigration arabo-musulmane ».
En juin 2024, l'Arcom met en demeure Europe 1 pour manque de « mesure » et d'« honnêteté ». L'Arcom reproche à Cyril Hanouna et à son équipe d’avoir traité le Nouveau Front populaire « de manière systématiquement critique et virulente, en des termes souvent péjoratifs et outranciers » et d’avoir reçu une majorité d’invités issus de l’extrême droite.
Le 24 juillet 2024, l’Arcom annonce que les chaînes C8 et NRJ 12 ne sont pas présélectionnées, à la suite d'un appel à candidatures, pour continuer à diffuser sur la TNT,. Deux chaînes, présélectionnées, devraient les remplacer : OFTV (NOVO19), portée par le groupe Ouest-France et Réels TV (T18), portée par le milliardaire et homme d’affaires Daniel Křetínský,,. Le régulateur explique que sa décision est « fondée sur les critères mentionnés [par la loi], en appréciant notamment l'intérêt de chaque projet pour le public au regard de l’impératif prioritaire de pluralisme des courants d'expression socio-culturels ». Ces décisions provoquent alors une violente polémique remettant en question les compétences de l'autorité, notamment concernant la pluralité de ses décisions et la liberté d'expression, en particulier sur les antennes des groupes Canal+ (CNEWS, C8), qui y consacreront un long temps de traitement de l'information, évoquant parfois une 'censure', bien que les faits semblent bien plus nuancés,.
Le 13 janvier 2025, l'ARCOM annonce la nouvelle numérotation de la TNT à partir du 6 juin 2025. À la suite de la fin de C8 et NRJ 12, leurs canaux seront remplacés par LCP et Gulli. De la 13e à la 16e position, l'ARCOM forme un bloc info – BFM TV en 13, CNEWS dans la 14, LCI en 15 et France Info en 16. France 4 passe de la 14e à la 4e position. Les deux nouvelle chaines OFTV devenu NOVO19 et RÉELS TV devenu T18, rejoindront la 18 pour T18 et la 19 pour NOVO19.
Le 19 mars 2025, l'Arcom met Eutelsat en demeure de cesser la diffusion des chaînes russes Kanal 5 et STS, au motif que cette diffusion méconnaît les sanctions européennes.

## Budget
En 2025, l’Arcom bénéficie d’un budget de 49,9 millions d'euros.